# Tiberio Fernández
Tiberio Fernández Mafla (Riofrío,	9 de abril de 1943 - Trujillo, 17 de abril de 1990) fue un sacerdote colombiano asesinado durante la masacre de Trujillo en el marco del conflicto armado interno de Colombia.

## Biografía
Tras haber iniciado su formación sacerdotal en el Seminario de Palmira (Valle del Cauca), Tiberio Fernández tuvo que retirarse y volver a las labores de la finca familiar. Finalmente se ordenó en La Ceja (Antioquia), estudió sociología y teología en la Pontificia Universidad Javeriana y cooperativismo en Israel.
Fue nombrado párroco en Trujillo (al noroccidente del departamento del Valle) en septiembre de 1985. Desde que llegó a la parroquia desplegó una inusitada actividad a favor de su comunidad, y de manera particular de los más pobres, no se tenía noticia en la región de un párroco tan activo y comprometido por la organización comunitaria y búsqueda de justicia social, a la vez que crítico del sistema político clientelista que imperaba en el pueblo. Su esfuerzo se concretó en la creación de cerca de 20 empresas comunitarias (algunos hablan de 45), en zona rural y en el área urbana de la población.  
En los cinco años en los que estuvo a la cabeza de la parroquia de Trujillo, emprendió la creación de  hasta 45 empresas comunitarias, grupos de la tercera edad, comités de cuadra y microempresas familiares: ebanisterías, panaderías, productoras de frutas y verduras, costureros, etc.
"El Padre gestionó unos 20 millones para este municipio. Era un tipo muy socializante, también muy espiritual, conjugaba la parte antropológica y la espiritual; involucra al hombre y también a la mujer en todos los procesos, formándolos intelectualmente" dice el Informe.
Los politiqueros de la región buscaban establecer alianzas con el carismático y simpático sacerdote, pero este señalaba de forma clara y en voz alta que no se comprometía ni con violentos ni con corruptos.
Trujillo tenía en ese entonces unos siete mil habitantes, dependía del monocultivo cafetero y era disputado políticamente por dos corrientes del conservatismo: lloredistas y holguinistas.
El padre Tiberio se había vuelto muy amigo del gamonal lloredista Rogelio Rodríguez, según algunos pobladores porque esta línea era menos arbitraria y autoritaria que la holguinista, liderada por Juan Giraldo -a su vez, jefe de una escuadra de hombres armados que ejercían acciones paramilitares-.
Al tiempo, Tiberio había logrado detener varias tomas guerrilleras que el Eln pretendía efectuar en Trujillo. "Les dijo: 'Con armas no se consigue nada y es mejor que se vayan porque aquí queremos la paz'", me contó uno de sus amigos. "Pero la guerrilla le respondió: 'Está bien padre, no nos tomamos el pueblo, pero tampoco nos vamos', y lo que hicieron fue guardar los fusiles y otras armas largas, vestirse de civil, enfundarse un revólver y mimetizarse entre la gente".
A esto se sumaba que en la alta montaña el Eln mantenía sus acciones de financiación, sobre todo el secuestro de familiares de terratenientes de la zona y robo de ganado de sus haciendas, muchos de los cuales eran los narcotraficantes Urdinola Grajales, el Alacrán y Don Diego. .
A finales de abril de 1989, los campesinos de Trujillo azuzados por la línea Armenia de la ANUC organizaron una marcha de protesta por las precarias condiciones de vías rurales, por la carencia de servicios básicos en no pocas viviendas veredales y por la creciente amenaza del conflicto armado. Pero llegado el día de alinear a los tres mil campesinos que salieron a marchar, nadie de la ANUC apareció; los campesinos, desarbolados, fueron hasta la parroquia y le pidieron al padre Tiberio que les sirviera de vocero ante la administración local. El padre aceptó. Al llegar a la Alcaldía, varios militares lo recibieron y comenzaron a decir que los campesinos de la marcha eran guerrilleros. El alcalde permanecía en silencio. Tiberio les dijo: "No son guerrilleros, yo los conozco y sé que son campesinos".
Y en contra de la voluntad de los militares y de la Policía, la marcha se llevó a cabo; lo inevitable fue que entre tres mil manifestantes se infiltraron integrantes del Eln.
La tortura y el asesinato del Padre Tiberio se convirtieron en el símbolo de La Masacre de Trujillo. Él fue la víctima reconocida por toda la comunidad, cuya desaparición impactó, no sólo en los corazones y en el sentimiento religioso del pueblo, sino en la esperanza comunitaria y en las iniciativas productivas y de desarrollo que el Párroco lideraba.
La muerte del Padre Tiberio le dolió tanto a Trujillo como a otras parroquias en Colombia. Sesenta sacerdotes y dos obispos de diferentes partes del País asistieron a sus honras fúnebres, donde sancionaron canónicamente de excomunión a los asesinos.
La desmedida crueldad de su asesinato superó toda la simbología cultural de la violencia, que hasta entonces se había perpetuado contra la espiritualidad de las comunidades campesinas colombianas.

## Asesinato
Se registró violencia sexual tanto contra Fernández (castración) como contra su sobrina Alba Isabel Giraldo de 22 años, a quien torturaron, violaron y le cercenaron los senos. El cadáver descuartizado del sacerdote fue encontrado en el río Cauca en cercanías de Roldanillo. Sin embargo, los restos de sus acompañantes nunca fueron recuperados.
Henry Loaiza El Alacrán ha sido sindicado como uno de los mayores responsables del crimen.